# Ibrahim Baylan
Ibrahim Baylan, né le 15 mars 1972 au village de Salah dans le Tur Abdin (Turquie), est un homme politique suédois  d'origine assyro-chaldéenne-syriaque et un membre du Parti social-démocrate suédois des travailleurs. Il est ministre de l'Éducation dans le cabinet de Göran Persson de 2004 à 2006 et est remplacé par Jan Björklund issu du Parti du peuple - Les Libéraux à la suite de la défaite des sociaux-démocrate aux élections de 2006. Depuis 2006, il est membre du parlement suédois le "Riksdag". Le 27 février 2009, il est élu pour le poste de Secrétaire Général du parti des sociaux-démocrates.

## Biographie

### Études et carrière professionnelle
Ibrahim Baylan naît dans une famille chrétienne syriaque orthodoxe au village de Salah dans le Sud-est de la Turquie appelé aussi Tur Abdin. Sa famille appartient ainsi à la communauté assyro-chaldéenne-syriaque. Atteint d'une maladie cardiaque congénitale, il commence à étudier la Bible et entreprend des études pour devenir moine dans le monastère local. Or, après le coup d'État en 1980, sa famille et lui fuient le pays en 1982 pour la Suède où il peut subir une opération chirurgicale pour ses problèmes cardiaques. S'installant dans la banlieue de Stockholm, il grandit à Norsborg. Après son service militaire et ses études dans l'enseignement secondaire, il déménage en 1993 à Umeå pour étudier l'économie à l'université d'Umeå où il s'engage dans la politique étudiante. Entretemps, il travaille comme assistant de restauration auprès de la chaîne de magasins suédois Åhléns City à Stockholm entre 1988 à 1994 et en tant que représentant (ombudsman) à la HTF (Union suédoise des employés salariés du commerce) de 2000 à 2004.

### Carrière politique
Pendant ses études supérieures, il s'engage dans la politique étudiante. Entre 1997 à 1999, il devient président de l'Union des étudiants de Umeå et de la Ligue de la jeunesse suédoise social-démocrate de Umeå. Il devient également membre de la commission scolaire municipale à Umeå. Il se présente en vain pour le Parti social-démocrate pour les élections au Parlement européen de 2004. La même année, il devient ministre de l'Éducation nationale jusqu'aux élections de 2006. Élu dans la  circonscription de Västerbotten, il devient membre du parlement. Il a été membre du Comité de l'éducation en 2006-2007 et président du Comité permanent de 2008 à 2009. En automne 2007, il a pris un congé de paternité. Par ailleurs, il est membre de l'Union suédoise des chrétiens sociaux-démocrates (Broderskapsrörelsen). Le 27 février 2009, il a été élu au poste de Secrétaire général du Parti social-démocrate.

### Ministre de l'Éducation
Le 1er novembre 2004 jusqu'aux élections 2006, il est désigné pour être ministre de l'Éducation par le Premier ministre Göran Persson, devenant ainsi le premier citoyen d'origine extra-européenne à devenir membre d'un cabinet du gouvernement suédois. 
À titre ministre de l'Éducation, il a été impliqué dans une controverse au sujet d'un rapport de l'Agence de l'Éducation nationale suédoise, lancé le 24 janvier, qui a été retirée après les critiques du ministre Ibrahim Baylan. Il a été signalé à la commission suédoise sur la Constitution et a appelé à une audience du 12 avril 2005. Le rapport en question concluait que les écoles privées étaient plus soucieuses de leur budget et du coût-efficacité que les écoles publiques, et que la formation des enseignants n'aurait pas eu plus d'impact sur le rendement des élèves.

### Vie privée
Ibrahim Baylan épouse Anna Nilsson à Luleå en juin 2006 dans une ferme en présence du Premier ministre Göran Persson.

## Engagement à la cause assyro-chaldéenne-syriaque
Avec d'autres députés suédois d'origine assyro-chaldéenne-syriaque dont Yilmaz Kerimo, Ibrahim Baylan a œuvré pour la reconnaissance du génocide assyro-chaldéen-syriaque, arménien et grec pontique perpétré dans l'Empire ottoman en 1915 sous le pouvoir des Jeunes-Turcs. Contre l'avis du gouvernement et à l'issue d'un vote, le parlement suédois a reconnu ce génocide le 11 mars 2010.